# Skate America 2018
Navigation
Édition précédente Édition suivante
Le Skate America est une compétition internationale de patinage artistique qui se déroule aux États-Unis au cours de l'automne. Il accueille des patineurs amateurs de niveau senior dans quatre catégories: simple messieurs, simple dames, couple artistique et danse sur glace.
Le trente-septième Skate America est organisé du 19 au 21 octobre 2018 à l'Angel of the Winds Arena d'Everett dans l'État de Washington. Il est la première compétition du Grand Prix ISU senior de la saison 2018/2019.

## Résultats

### Messieurs

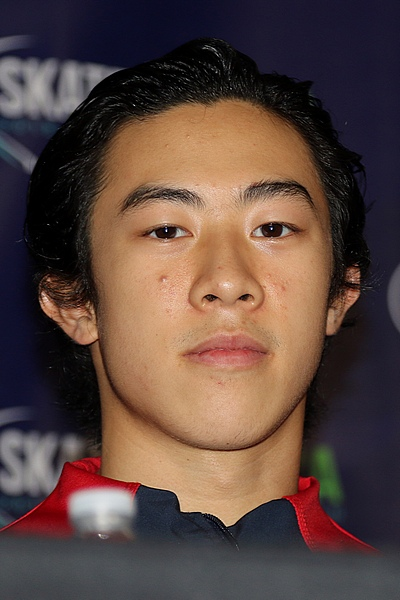
Le médaillé d'or Nathan Chen.

| Rang | Nom                 | Pays       | Points | Programme court | Programme court | Programme libre | Programme libre |
| ---- | ------------------- | ---------- | ------ | --------------- | --------------- | --------------- | --------------- |
| 1    | Nathan Chen         | États-Unis | 280.57 | 1               | 90.58           | 1               | 189.99          |
| 2    | Michal Březina      | Tchéquie   | 239.51 | 2               | 82.09           | 2               | 157.42          |
| 3    | Sergey Voronov      | Russie     | 226.44 | 4               | 78.18           | 4               | 148.26          |
| 4    | Matteo Rizzo        | Italie     | 225.81 | 5               | 78.09           | 5               | 147.72          |
| 5    | Vincent Zhou        | États-Unis | 225.75 | 6               | 76.38           | 3               | 149.37          |
| 6    | Nam Nguyen          | Canada     | 212.99 | 9               | 69.86           | 6               | 143.13          |
| 7    | Julian Yee          | Malaisie   | 207.51 | 3               | 81.52           | 9               | 125.99          |
| 8    | Moris Kvitelashvili | Géorgie    | 205.12 | 11              | 68.58           | 7               | 136.54          |
| 9    | Alexei Bychenko     | Israël     | 197.47 | 10              | 69.69           | 8               | 127.78          |
| 10   | Romain Ponsart      | France     | 187.92 | 8               | 71.48           | 11              | 116.44          |
| 11   | Kevin Reynolds      | Canada     | 185.63 | 12              | 61.62           | 10              | 124.01          |
| 12   | Jimmy Ma            | États-Unis | 185.06 | 7               | 71.53           | 12              | 113.53          |

### Dames

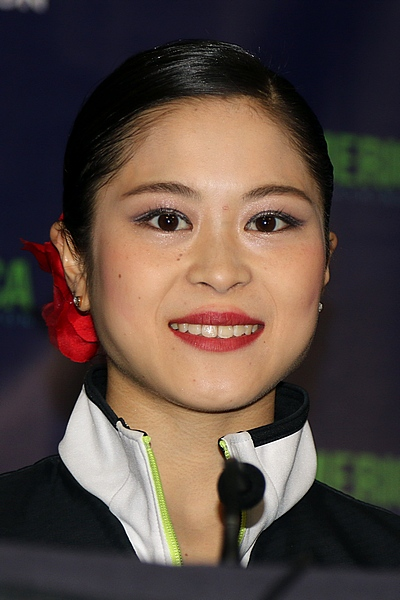
La médaillée d'or Satoko Miyahara.

| Rang    | Nom                | Pays       | Points | Programme court | Programme court | Programme libre | Programme libre |
| ------- | ------------------ | ---------- | ------ | --------------- | --------------- | --------------- | --------------- |
| 1       | Satoko Miyahara    | Japon      | 219.71 | 1               | 73.86           | 1               | 145.85          |
| 2       | Kaori Sakamoto     | Japon      | 213.90 | 2               | 71.29           | 2               | 142.61          |
| 3       | Sofia Samodurova   | Russie     | 198.70 | 3               | 64.41           | 3               | 134.29          |
| 4       | Bradie Tennell     | États-Unis | 192.89 | 5               | 61.72           | 4               | 131.17          |
| 5       | Laurine Lecavelier | France     | 172.41 | 7               | 59.57           | 5               | 112.84          |
| 6       | Megan Wessenberg   | États-Unis | 170.33 | 6               | 60.20           | 6               | 110.13          |
| 7       | Polina Tsurskaya   | Russie     | 159.45 | 8               | 58.42           | 8               | 101.03          |
| 8       | Marin Honda        | Japon      | 158.04 | 4               | 62.74           | 9               | 95.30           |
| 9       | Alaine Chartrand   | Canada     | 155.49 | 11              | 46.99           | 7               | 108.50          |
| 10      | Starr Andrews      | États-Unis | 150.56 | 9               | 56.03           | 10              | 94.53           |
| Abandon | Loena Hendrickx    | Belgique   |        | 10              | 54.13           |                 |                 |

### Couples
| Rang | Nom                                   | Pays       | Points | Programme court | Programme court | Programme libre | Programme libre |
| ---- | ------------------------------------- | ---------- | ------ | --------------- | --------------- | --------------- | --------------- |
| 1    | Evgenia Tarasova / Vladimir Morozov   | Russie     | 204.85 | 1               | 71.24           | 1               | 133.61          |
| 2    | Alisa Efimova / Alexander Korovin     | Russie     | 178.98 | 2               | 62.38           | 3               | 116.60          |
| 3    | Ashley Cain / Timothy LeDuc           | États-Unis | 175.06 | 4               | 57.72           | 2               | 117.34          |
| 4    | Alexa Scimeca Knierim / Chris Knierim | États-Unis | 171.56 | 5               | 57.31           | 4               | 114.25          |
| 5    | Minerva Fabienne Hase / Nolan Seegert | Allemagne  | 162.10 | 3               | 60.04           | 5               | 102.06          |
| 6    | Nica Digerness / Danny Neudecker      | États-Unis | 151.21 | 7               | 51.56           | 6               | 99.65           |
| 7    | Annika Hocke / Ruben Blommaert        | Allemagne  | 144.53 | 6               | 53.36           | 7               | 91.17           |
| 8    | Evelyn Walsh / Trennt Michaud         | Canada     | 129.06 | 8               | 44.71           | 8               | 84.35           |

### Danse sur glace

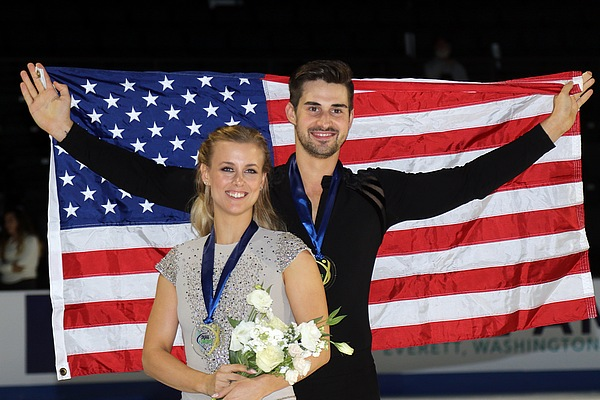
Les médaillés d'or Madison Hubbell et Zachary Donohue.

| Rang | Nom                                   | Pays        | Points | Danse rythmique | Danse rythmique | Danse libre | Danse libre |
| ---- | ------------------------------------- | ----------- | ------ | --------------- | --------------- | ----------- | ----------- |
| 1    | Madison Hubbell / Zachary Donohue     | États-Unis  | 200.82 | 1               | 78.43           | 1           | 122.39      |
| 2    | Charlène Guignard / Marco Fabbri      | Italie      | 192.30 | 2               | 75.01           | 2           | 117.29      |
| 3    | Tiffany Zahorski / Jonathan Guerreiro | Russie      | 181.38 | 3               | 73.30           | 4           | 108.08      |
| 4    | Lorraine McNamara / Quinn Carpenter   | États-Unis  | 180.57 | 4               | 72.44           | 3           | 108.13      |
| 5    | Lilah Fear / Lewis Gibson             | Royaume-Uni | 170.70 | 5               | 64.71           | 5           | 105.99      |
| 6    | Natalia Kaliszek / Maksym Spodyriev   | Pologne     | 163.05 | 6               | 62.78           | 6           | 100.27      |
| 7    | Katharina Müller / Tim Dieck          | Allemagne   | 158.11 | 7               | 60.12           | 7           | 97.99       |
| 8    | Oleksandra Nazarova / Maxim Nikitin   | Ukraine     | 156.16 | 8               | 58.32           | 8           | 97.84       |
| 9    | Robynne Tweedale / Joseph Buckland    | Royaume-Uni | 152.69 | 9               | 57.77           | 9           | 94.92       |
| 10   | Karina Manta / Joseph Johnson         | États-Unis  | 139.33 | 10              | 51.89           | 10          | 87.44       |

## Source
- Résultats du Skate America 2018 sur le site de l'ISU